# Lexicon van Nederlandse nationaalsocialistische terminologie
Het Lexicon van Nederlandse nationaalsocialistische terminologie bevat een niet volledige opsomming van woorden en uitdrukkingen die gebruikt werden door Nederlandse nationaalsocialisten tussen (ruwweg) 1932 en 1945 en die ideologisch (nationaalsocialistisch) gekleurd waren. Vrijwel alle hier gegeven woorden en uitdrukkingen zijn na 1945 in volstrekte onbruik geraakt, dan wel hebben een geheel andere (niet-nationaalsocialistische) betekenis gekregen. Deze lijst bevat geen germanismen, hoewel in kringen van Nederlandse nationaalsocialisten dit verschijnsel frequent voorkwam. Na het trefwoord volgt een beschrijving van de betekenis ervan en soms ter verduidelijking de hedendaagse betekenis. De hier gekozen invalshoek is lexicografisch en daardoor blijven stilistische, retorische, syntactische en morfologische aspecten van nationaalsocialistisch taalgebruik buiten beschouwing.

## A
- afstammingsonderzoek - onderzoek naar de voorouders
- Ariër - benaming voor een representant van het hoogstaande blanke ras
- ariseren - de samenleving ontdoen van Joden en Joodse invloeden, en in het bijzonder de overdracht van joods bezit in "Arische" handen.[1]

## B
- beestmensch - benaming voor de bevolking van het op Rusland veroverde gebied
- beweging - aanduiding voor de Nationaal-Socialistische Beweging (NSB)
- bloed - het essentiële van een geslacht, volk of ras
- bloed en bodem - benaming voor het idee dat een gezonde staat pas kon bestaan door de onverbrekelijke eenheid van het eigen volk en de eigen grond
- bloedoffer - benaming voor gesneuvelde soldaten en strijders
- bloedvlag - bijzondere NSB-vlag die werd gebruikt om aandacht te vragen voor hen die gestorven waren bij hun strijd voor het nationaalsocialisme
- bloeimaand - mei
- broodroof - de economische boycot van NSB'ers door hun tegenstanders

## C
- corporatisme - een staatsvorm waarbij een vertegenwoordiging van corporaties verwezenlijkt is; gilden, vakgenootschappen of beroepsstanden.

## D
- Dietsch - benaming voor alle Nederlandssprekende volken

## E
- eer - de morele verplichting van de nationaalsocialist om de eigen aard en het eigen ras zuiver te houden

## G
- gedachte - de nationaalsocialistische ideologie in algemene zin
- gemeenschap - groep van personen die tot elkaar in een geregelde maatschappelijke (nationaalsocialistische) betrekking staan
- Germaansch - benaming van het gedroomde rassenkundige ideaal, geplaatst in een onbestemd verleden
- Germanje - benaming door (hoofdzakelijk) de Nederlandsche SS van het gehele geografische gebied waar Germaanse volkeren wonen: Noordwest-Europa, inclusief Scandinavië
- gouw - landstreek
- grasmaand - april

## H
- hagespraak - benaming voor de massabijeenkomst die de NSB regelmatig organiseerde op het eigen terrein 'De Goudsberg' te Lunteren
- halfjood - iemand van wie twee der vier grootouders Jood waren
- hardheid - de gewenste geestelijke bereidheid om te strijden voor het nationaalsocialistische ideaal
- heem - geboorteplek; plek van afkomst en oorsprong
- herfstmaand - september
- hoofdopsteller - hoofdredacteur
- hooimaand - juli
- Hou Zee! - de eigen begroeting van NSB'ers onderling
- huwelijkstoestemming - de noodzakelijke instemming van de leiding der Nederlandsche SS om een huwelijk te kunnen aangaan

## I
- internationalisme - benaming voor het verachte idee dat mensen en volken gelijkwaardig zouden zijn

## J
- jodenheid - de verzameling van alle Joden
- joelfeest - in de Nederlandsche SS gebruikelijke aanduiding voor het Kerstfeest
- joelkrans - adventskrans
- Jood - uitsluitend pejoratief gebruikt als aanduiding voor leden van de Joodse bevolkingsgroep; inclusief alle daarmee samenhangende afleidingen en samenstellingen; ook gebruikt als discriminerend voorvoegsel ('de jood ...')
- Joodsch Nationaal Tehuis - voor 1940 door de NSB gebruikte benaming voor de drie Guyana's in Zuid-Amerika, als deportatiebestemming voor de Europese Joden
- Juda - symbolische aanduiding voor het gehele Jodendom

## K
- kameraad - mannelijk lid van de NSB
- kameraadske - vrouwelijk lid van de NSB
- keervers - refrein
- kruismol - denigrerende benaming voor priester, pastoor
- kwartjood - iemand van wie een der vier grootouders Jood was

## L
- leidend beginsel - de basis van de NSB-ideologie: 'Voor het zedelijk en lichamelijk welzijn van een volk is noodig een krachtig Staatsbestuur, zelfrespect van de natie, tucht, orde, solidariteit van alle bevolkingsklassen en het voorgaan van het algemeen (nationaal) belang boven het groepsbelang en van het groepsbelang boven het persoonlijk belang'
- Leider - benaming voor Anton Mussert, oprichter van de NSB
- lentemaand - maart
- levensboom - symbool voor het leven (de opstaande variant) of de dood (de omgekeerde variant)
- levensruimte - de geografische ruimte waarover een volk of staat beschikt en/of waarover het meent te kunnen beschikken
- lotsverbondenheid - het gemeenschappelijke lot van de Germaanse volkeren
- louwmaand - januari
- luchtgastvrouw - stewardess

## M
- makker - aanspreekvorm binnen de Jeugdstorm
- meikever - NSB-leden die zich na 14 mei 1940 als lid hadden aangemeld
- midwinterzonnewendefeest - het feesttij rond de 21e december wanneer men de komst van de lente en de zomer vierde
- moederschool - opleidingsinstituut waar jonge vrouwen werden voorbereid op het moederschap

## N
- Nationaal Tehuis - het terrein op de Goudsberg te Lunteren waar de NSB haar massabijeenkomsten hield
- nationaalsocialisme - term, gebruikt door de Nederlandsche SS
- nationaal-socialisme - term, gebruikt door de NSB
- nieuw Europa - het toekomstige nationaalsocialistische Europa
- Nieuwe Orde - de nationaalsocialistische inrichting van de samenleving
- Noordras - benaming voor het conglomeraat van het Duitse, het Engelse en het Scandinavische ras

## O
- offer - een vrijwillig gebrachte gift of prestatie ten behoeve van het nationaalsocialisme
- omwenteling - het vervangen van de burgerlijke, pre-NSB-samenleving door een op nationaalsocialistische geest geschoeide samenleving
- oogstmaand - augustus
- oorlog - de vijf dagen strijd van 10 tot 14 mei 1940
- oostjoden - Asjkenazische Joden
- Oostland - het op Rusland veroverde gebied ten oosten van Polen, dat als onderdeel van het toekomstige Germaanse Rijk werd beschouwd
- Oostmark - benaming voor het in 1938 door Duitsland geannexeerde Oostenrijk
- opsteller - redacteur
- opstelraad - redactie
- orde - gestructureerde en beregelde wijze van juist en correct (lees: nationaalsocialistisch) leven
- organisch - op natuurlijke wijze gegroeid, zulks in tegenstelling tot intellectueel geconstrueerd

## P
- Palestijnen - Joden
- parlementarisme - negatief; de parlementaire democratie
- plutocratie - negatief; heerschappij van het kapitalisme waartegen het nationaalsocialisme zich verzette
- politiekeling - denigrerende benaming voor politici van het vooroorlogse democratische bestel
- pratement - denigrerende benaming voor het parlement
- preektijger - denigrerende benaming voor predikant

## R
- ras - een groep van mensen die door bepaalde erfelijke eigenschappen gekenmerkt worden en die in alle wezenlijke kenmerken overeenkomen en die onder natuurlijke omstandigheden kunnen paren
- rasvermenging - de ongewenste vermenging van rassen
- revolutie - het vervangen van de burgerlijke, pre-NSB-samenleving door een op nationaalsocialistische geest gestoelde samenleving
- Rijk - benaming van het wordende Germaanse Rijk in Europa, voornamelijk in kringen van de Nederlandsche SS in deze betekenis gebruikt

## S
- schouwen - (militair) inspecteren
- sibbe - van oorsprong de oud-Germaanse term voor 'gezamenlijke verwanten', in nationaalsocialistische zin gebruikt als 'familie', de door bloedverwantschap gevormde familie
- slachtmaand - november
- sorry-mannetje - denigrerende benaming voor personen die bleven geloven in de Engelse (geallieerde) overwinning
- sprokkelmaand - februari
- Staat - benaming van het toekomstige groot-Nederland (de verzameling van alle Nederlands-sprekende volkeren in Europa) als zelfstandig onderdeel van het toekomstige onder Duitse leiding staande nationaalsocialistische Germaanse Rijk, voornamelijk in NSB-kringen in deze betekenis gebruikt
- staatsch - betreffende de visie van de NSB op de toekomstige staatkundige inrichting van Nederland
- stam - volksstam
- stamboeknummer - lidmaatschapsnummer van de NSB
- sterdrager - voornamelijk in kringen van de Nederlandsche SS gebruikte aanduiding voor een lid van de Joodse bevolkingsgroep

## T
- te lood - verticaal
- trouw - een nationaalsocialistische deugd bij uitstek; drukt verbondenheid uit met het nationaalsocialistische ideaal

## V
- verjoodsching - de wijze waarop het Nederlandse volk als gevolg van Joodse invloed verzwakt werd
- voljood - een lid van de Joodse bevolkingsgroep in Nederland
- volk - het totaal van de bewoners van een land, samengevoegd in een nationaalsocialistische ordening
- volksbewust - het bewustzijn van de waarde van het nationaalsocialistische volk
- volksch - eigen aan het nationaalsocialistische volk als eenheid van bloed en bodem; wat met het nationaalsocialistische volk in harmonie is; voortkomend uit of in verbinding te zien met de levenskracht van het eigen, Germaanse volk, met een raciale en antisemitische implicatie
- volkseenheid - de eenheid van het volk
- volkseigen - afkomstig uit en eigen aan het nationaalsocialistische volk
- volksgedachte - het theoretisch model van het nationaalsocialistische volk
- volksgemeenschap - de gemeenschap van het Nederlandse volk
- volksgenoot - lid van het nationaalsocialistische volk
- volksverbondenheid - de saamhorigheid van het nationaalsocialistische volk
- volksvreemd - niet afkomstig uit en eigen aan het nationaalsocialistische volk
- volksziel - de gemeenschappelijke gedachte en wil van het volk
- vorming - volksopvoeding, scholing

## W
- waterpas - horizontaal
- wende - de omwenteling van het maatschappelijk bestel in de richting van het nationaalsocialistische ideaal
- wintermaand - december
- wit-joden - niet-Joden die sympathiseerden met Joden
- wolfsangel - oorspronkelijk: de haak waarmee Germanen wolven gevangen zouden hebben; binnen de NSB gebruikt als nationaalsocialistisch symbool

## Z
- zaaimaand - oktober
- zomermaand - juni
- zomerzonnewendefeest - het feesttij rond de 21e juni wanneer men de komst van de herfst en de winter vierde
- zuidjoden - Sefardische Joden

 Portaal: Fascisme en nationaalsocialisme in Nederland · Fascisme · Nationaalsocialisme